# كأس الأمير 1994–95
أقيمت بطولة كأس الأمير الثالثة والثلاثون في موسم 1994/1995، وقد شارك في البطولة جميع الفرق.

## الفرق المشاركة
- نادي الساحل الكويتي
- نادي اليرموك
- نادي النصر الكويتي
- نادي الشباب الكويتي
- نادي الجهراء
- نادي التضامن الكويتي
- نادي العربي الكويتي
- نادي الفحيحيل
- نادي الصليبيخات
- نادي الكويت
- نادي خيطان
- نادي السالمية
- نادي القادسية الكويتي
- نادي كاظمة

## الدور التمهيدي
- نادي الساحل الكويتي × نادي اليرموك (0:1)
- نادي النصر الكويتي × نادي الشباب الكويتي (0:3)
- نادي الجهراء × نادي التضامن الكويتي (2:4)
- نادي العربي الكويتي × نادي الفحيحيل (0:1)
- نادي الصليبيخات × نادي الكويت (5:6) ضربات جزاء ترجيحية.
- نادي خيطان × نادي السالمية (2:4)

## الدور الربع نهائي
- نادي كاظمة × نادي الساحل الكويتي (0:1)
- نادي القادسية الكويتي × نادي النصر الكويتي (0:1)
- نادي الجهراء × نادي الصليبيخات (1:3)
- نادي العربي الكويتي × نادي خيطان (1:2)

## الدور النصف نهائي
- نادي كاظمة × نادي الجهراء (1:2)
- نادي العربي الكويتي × نادي القادسية الكويتي (0:2)

## مباراة تحديد المركزين الثالث والرابع
- نادي القادسية الكويتي × نادي الجهراء (1:3)

## النهائي
- نادي كاظمة × نادي العربي الكويتي (0:1)

سجل هدف كاظمة :
- عصام سكين

## هداف البطولة
- فايز الفليج (العربي) وأحمد عبد الكريم (الجهراء) وسلمان عواد (الجهراء) 3 أهداف.